# Химия природных соединений

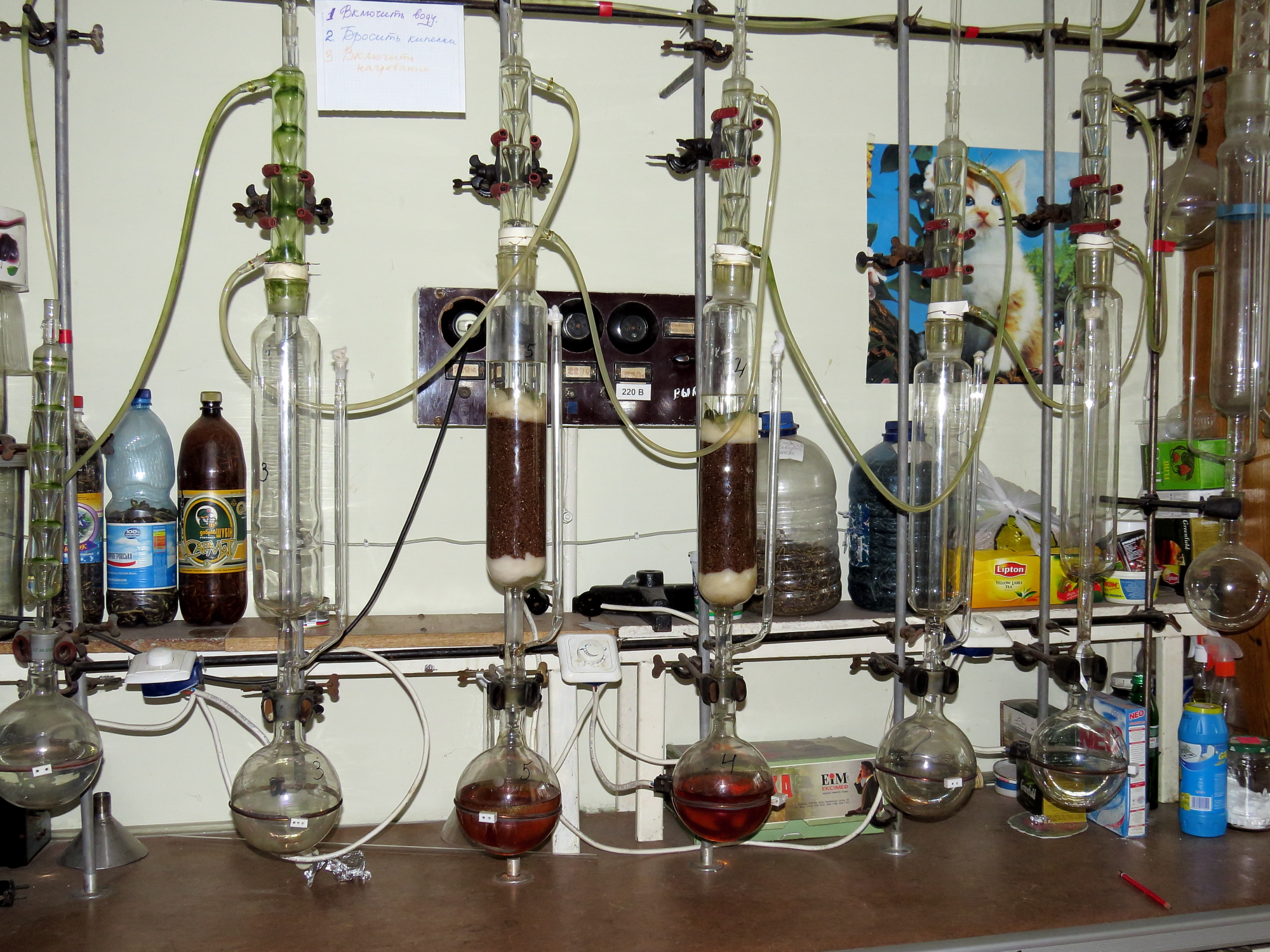
В лаборатории химии природных соединений. Экстракторы

Хи́мия приро́дных соедине́ний (ХПС) — раздел органической химии, изучающий химические соединения, входящие в состав живых организмов, природные пути их превращений и методы искусственного получения. Как наука, химия природных соединений возникла одновременно с органической химией. Необходимость выделить самостоятельную дисциплину, отделить её от классической органической химии, возникла после накопления большого количества данных, выделения и изучения структуры и свойств химических веществ, обнаруженных в живых организмах.

## Объекты изучения ХПС и смежных наук
Существуют несколько смежных дисциплин, связанных с химией и биологией, между которыми нет чётких границ.
Классическая органическая химия изучает свойства соединений, относящихся к определённым классам, часто её определяют как химию углеводородов и их производных. Природные органические вещества отличаются большим разнообразием строения молекул и, хотя среди них встречаются простые структуры с одной-двумя функциональными группами, большинство из них несёт несколько функциональных групп и имеет сложное строение углеродного скелета. Поэтому ХПС характеризуют как химию полифункциональных соединений. То же самое можно сказать и об изучаемых химических реакциях. Органическая химия чаще всего имеет дело с реакциями, затрагивающими один реакционный центр в молекуле или одну химическую связь. В реакциях, происходящих в живом организме, участвуют одновременно несколько реакционных центров и могут образовываться или разрываться несколько химических связей за одну стадию. Реакции биосинтеза отличаются от реакций лабораторного или промышленного органического синтеза также высокой, обычно 100%-ной селективностью, в первую очередь энантиоселективностью.
Совокупность химических реакций в живом организме носит название основного метаболизма и является объектом изучения биохимии. Биохимия изучает как органические (биоорганическая химия), так и неорганические (бионеорганическая химия) вещества живых организмов, их превращения и функции. Биохимия выделяет катаболизм — расщепление органических молекул до более простых с выделением энергии и анаболизм, или биосинтез — построение сложных молекул с затратой энергии. В организме синтезируются структурные и энергозапасающие вещества — первичные метаболиты (сахара, аминокислоты, жиры, нуклеиновые кислоты). Часть из них не проходит затем путь катаболизма, а используются для дальнейшего биосинтеза веществ, имеющих чрезвычайно разнообразную химическую структуру и выполняющих разнообразные функции в организме — вторичных метаболитов. Биоорганическая химия изучает функционирование как первичных, так и вторичных метаболитов. Химия природных соединений изучает строение и пути синтеза вторичных метаболитов, и может быть охарактеризована как наука о вторичном метаболизме.
Ещё одна смежная наука — молекулярная биология, которая имеет дело с высокомолекулярными биополимерами — белками и нуклеиновыми кислотами.
Открытие среди природных веществ активных соединений, влияющих не только на отдельные организмы, а управляющие целыми сообществами и экосистемами привело к появлению нового раздела науки — химической экологии. К таким веществам относятся феромоны, аттрактанты, антибиотики, фитонциды, токсины и другие.
Вместе все эти дисциплины рассматриваются как единый комплекс наук о химизме живой материи.

## Методология
Теоретический аппарат химии природных соединений полностью совпадает с концепциями теоретической органической химии. Результаты, полученные при изучении природных соединений, в свою очередь, обогащают теорию органической химии, стимулируют её развитие. Выделение из природных материалов биологически активных веществ, которые могут иметь значительную практическую ценность, инициирует совершенствование методологии классического органического синтеза.
Экспериментальные же методы химии природных соединений отличаются от классических. Это связано с тем, что многие природные вещества чувствительны к незначительному повышению температуры, известны вещества, имеющие короткое время жизни даже при комнатной температуре. Также вещества могут содержаться в биоматериале в незначительных количествах, иногда это тысячные доли процента и меньше. Поэтому необходима переработка больших масс сырья, а выделенные чистые вещества приходится изучать, используя специальные методики для работы с микро количествами. Трудность представляет и разделение сложных смесей, которые обычно получаются на первом этапе переработки сырья.
Работа по изучению природных соединений начинается с определения исследуемого биологического вида, предварительно устанавливают на каких фазах развития или жизненного цикла следует проводить сбор сырья и какие части, например, растения необходимо собрать.
Второй этап — выделение индивидуальных веществ или определённых смесей. Чаще всего для этого используют экстракцию. Экстрагируют последовательно несколькими растворителями с увеличивающейся полярностью, например, гексан — эфир — спирт — вода и получают сразу несколько экстрактов, или используют универсальный растворитель, такой, как ацетон, а затем экстракт («смолку-сырец») обрабатывают другими растворителями. Почти всегда экстракты содержать смесь веществ, которую необходимо разделять. Наиболее эффективный метод разделения — колоночная хроматография.
Третий этап — идентификация выделенных индивидуальных веществ. Измеряют физические константы — температуру плавления, кипения, показатель преломления и др. и сравнивают с известными, уже описанными веществами. Если открыто новое вещество, определяют его химическую структуру. Для этого используются физические методы — различные спектроскопические (ИК-, ЯМР-, масс-спектрометрия), рентгеноструктурный анализ и химические методы анализа. Определение природного вещества сложной структуры является нетривиальной задачей и иногда на это затрачиваются годы и десятилетия исследований.
Затем выясняют пути метаболического синтеза веществ и их функции в организме, биологическую активность по отношению к другим организмам и, при необходимости, разрабатываются методы лабораторного и промышленного синтеза. Методология современного органического синтеза позволяет разрабатывать сложные многостадийные способы получения веществ при помощи компьютерных программ (см. Компьютерный синтез), используя концепцию синтонов и метод ретросинтетического анализа. Получение вещества сложной структуры может проходить в несколько десятков стадий с общим выходом конечного продукта, редко превышающим единицы процента, что делает искусственный синтез таких веществ очень дорогим. Однако, даже сложные и малоэффективные по выходу продукта методы синтеза могут быть приемлемы, если природный источник беден, а вещество обладает значительной практической ценностью.
Все стадии экспериментальных работ с природными веществами можно представить следующей схемой:

## Названия природных веществ
Любому химическому веществу можно дать систематическое название по номенклатуре ИЮПАК. Однако, для веществ сложной структуры такие названия становятся громоздкими и неудобными. Поэтому систематические названия применяют только для наиболее простых природных соединений, а подавляющему большинству вторичных метаболитов авторы присваивают тривиальные наименования. Часто они образуются от латинских названий организмов, из которых были выделены вещества — от родовых имён и видовых эпитетов. Например, от латинского названия картофеля (Solanum tuberosum) происходят названия веществ соланин и туберозин. Иногда в химическом названии объединяют в одном слове видовое и родовое название, например, туяплицины из древесины туи складчатой (Thuja plicata). Собственные названия даются не только веществам, а и распространённым типам углеродного скелета молекулы. Такие скелеты соответствуют насыщенным углеводородам — алканам, поэтому их названия обычно содержат суффикс -ан-, принятый для этого класса соединений в систематической номенклатуре. Так, от названия моркови дикой (Daucus carota) происходят наименования двух углеродных скелетов — даукан и каротан. От углеродных скелетов затем могут производиться названия веществ путём добавления приставок и суффиксов систематической номенклатуры — -ен- (обозначант двойную C=C связь), -ол- (гидроксильная группа), -он- (кетон) и т. п. В конце XIX — начале XX века расшифровка структуры даже относительно несложных углеродных скелетов занимала много времени, и названия веществам часто давали до полной расшифровки из строения. С того времени сохранились отдельные нелогичные названия, например, камфен — углеводород, имеющий скелет изокамфана, а не камфана и α-фенхен со скелетом изоборнилана, а не фенхана. Кроме систематических морфем используются и другие, не применяющиеся в номенклатуре ИЮПАК, но указывающие на особенности строения молекулы — изо- (указывает на геометрический или ближайший структурный изомер), нор- (обозначает сокращение скелета на один атом углерода, чаще всего — отсутствие метильной группы), гомо- (увеличение углеродной цепочки или расширение цикла на один атом), секо- (раскрытие одного из колец циклического скелета-предшественника) и другие.
Этимология названий может быть сложной и указывать, например, на исторические факты и одновременно на свойство вещества. В конце XVI века Франсиско Эрнандес де Толедо  описал южноамериканское растение «сладкий лист», известное теперь как Lippia dulcis. Выделенный из растения терпеноид оказался в 1000 раз слаще сахарозы и назван эрнандульцином от фамилии Эрнандес и латинского слова dulcis  — «сладкий».
Иногда используются сокращённые обозначения. Например, вместо полного систематического названия 22-метил-5,9-октакозадиеновая кислота употребляется запись 22-Me-Δ5,9-28:2. В этой записи 28 означает число атомов углерода в основной цепи, соответствующее в данном случае углеводороду октакозану, :2 — число двойных связей, индексы при букве Δ — положения двойных связей в цепи.

## Принципы классификации природных соединений
Единой классификации природных соединений не существует. Есть разные подходы, но ни один из них не является универсальным — классификации по разным признакам взаимно дополняют друг друга и могут использоваться в зависимости от конкретного химического или биологического аспекта. Основные принципы классификации:
- по химическому строению;
- по путям биосинтеза;
- по биологической активности;
- по природным источникам.

Для первичных метаболитов используется химическая классификация и отчасти по биологическим функциям. Продукты вторичного метаболизма делят на классы также по их химической структуре и по путям биосинтеза. Внутри классов указывается принадлежность сходных по химической структуре веществ к природным источникам. Биологическую активность рассматривают чаще как свойство соединения, а не как классификационный признак.

### Химическая классификация
Органические вещества относят к определённым классам по типам углеродного скелета и по функциональным группам. Такая классификация может быть применена к наиболее простым природным соединениям, таким, как углеводороды, жирные кислоты, бифункциональные соединения — кетокислоты, оксикислоты и т. п., большинство же природных веществ принадлежат одновременно нескольким классам. Для полифункциональных соединений могут указывать принадлежность к определённому классу если необходимо подчеркнуть характерные их функции в организме. Например, группу веществ относят к классу аминокислот, несмотря на наличие у многих из них более, чем двух функциональных групп и значительных различий в строении углеродного скелета.
Химическая классификация может оказаться формальной, если учитывать не только структуру молекулы, а и пути метаболизма, приводящие к синтезу соединений с данной структурой. Показательным примером является обширный класс природных соединений, называемых изопреноидами. Предшественники биосинтеза подавляющего большинства веществ этого класса — полиненасыщенные спирты с углеродным скелетом, который можно рассматривать как продукт олигомеризации углеводорода изопрена. Однако, биогенетическим прекурсором этих спиртов служит не изопрен, а другие соединения — обычно уксусная кислота, реже фосфоглицериновый альдегид и пировиноградная кислота.

### Биохимическая классификация
Биохимия классифицирует вещества по их отношению к метаболизму — на первичные и вторичные метаболиты, вторичные, в свою очередь, по главным путям их биосинтеза. Один и тот же путь метаболизма может приводить в конечном итоге к соединениям с разной структурой. Например, начальной стадией синтеза как алифатических, так и ароматических метаболитов может быть многократное ацетилирование ацетилкофермента A с образованием поликетидов — веществ с чередующимися метиленовыми и кетонными группами. Такой путь биосинтеза называют ацетатным, а конечные продукты метаболизма — ацетогенинами. Бензольное кольцо может синтезироваться и другим путём, ключевым промежуточным метаболитом в котором является шикимовая кислота. Шикиматный путь даёт бензольное кольцо с присоединённой прямой трёхуглеродной цепочкой, такие соединения называют фенилпропаноиды.
Но есть случаи, когда у разных организмов биосинтез одних и тех же метаболитов идёт разными путями. Синтез простейшего предшественника изопреноидов — изопентенилпирофосфата — идёт через мевалоновую кислоту (мевалонатный путь), этот путь преобладает в живой природе, но существует и другой — немевалонатный, или метилэритритный путь, через фосфат 2-метилэритрита. Также конечный продукт метаболизма может синтезироваться путём взаимодействия двух и более промежуточных метаболитов, каждый из которых образуется по своему пути биосинтеза. Если на промежуточном метаболите происходит такое скрещивание двух путей, то конечные продукты вторичного метаболизма называют веществами смешанного пути биосинтеза.
Вещества или классы веществ, имеющие самостоятельное значение как вторичные метаболиты могут претерпевать дальнейшие изменения и служить одновременно промежуточными метаболитами у других видов живых организмов или у одного и того же вида. Может происходить окисление отдельных углеродных атомов, галогенирование, образование производных по функциональным группам, серии перегруппировок углеродного скелета, иногда приводящие к значительному изменению структуры, циклизация, ароматизация и наоборот — раскрытие циклов. При этом от одного такого вещества или структурного класса образуется серия новых веществ или подклассов, которые называют каскадами, или биогенетическими древами промежуточного предшественника. Например, вещества, по химической структуре или по природным источникам относимые к классам липоксинов, лейкотриенов, простагландинов составляют каскад арахидоновой кислоты, поскольку синтезируются путём дальнейшей модификации этого метаболита. Известны многочисленные биогенетические древа или ряды среди терпеноидов, алкалоидов, антибиотиков. Один из примеров — сесквитерпеновый углеродный скелет гумулана, образующий биогенетическое древо, в которое входят такие подклассы, как сильфинаны, птерозины, буллераны, маразманы, лактараны и другие.

### По биологической активности
Природные вещества условно относят к биологически важным и биологически активным, чёткой грани между этими понятиями нет.
Биологически важными называют вещества, физиологическая роль которых чётко выражена и достаточно хорошо изучена, например, глицериды, входящие в состав клеточных мембран, воскоподобные вещества, предохраняющие растения от пересыхания. Такие соединения обычно биологически инертны, то есть при введении их в организм в относительно больших дозах не вызывают специфической ответной реакции.
Биологически активные вещества могут даже в очень малых количествах вызывать физиологическую или патологическую реакцию, к ним относят гормоны, например, стимуляторы и ингибиторы роста растений, антибиотики, токсины, фитоалексины — вещества, выделяемые растениями при механическом повреждении или в ответ на инфекцию, антифиданты — защищающие растения и животных от поедания, мутагены, канцерогены.
В классы, выделяемые по этому признаку, попадают вещества, имеющие мало общего между собой по химической структуре, и напротив, вещества сходного строения могут проявлять разную биологическую активность. Но имеются случаи, когда вещества со сходным физиологическим действием обладают и достаточно характерными сходными признаками химической структуры. Например, половые аттрактанты и другие феромоны насекомых чаще всего представляют собой линейные или слабо разветвлённые углеводороды, насыщенные или ненасыщенные и монофункциональные производные таких углеводородов — спирты, карбоновые кислоты, эфиры, кетоны, альдегиды.

### По природным источникам
Такой способ классификации относительно редко используется, поскольку одни и те же вещества могут обнаруживаться в различных биологических объектах. В тех случаях, когда он может применяться, соединения в первую очередь классифицируют на продукты животного происхождения, растительного происхождения и выделяемые из микроорганизмов, часто в отдельную группу выделяют вторичные метаболиты морских организмов. Разделение внутри этих наиболее крупных групп проводят в соответствии с таксономической принадлежностью организмов. Есть группы веществ, характерных для определённых биологических родов и видов, например, алкалоиды спорыньи, мака и другие.